# Giuliano da Maiano
Giuliano da Maiano, italijanski arhitekt in kipar, * 1432, † 1490.